# Slamball
SlamBall é um esporte coletivo derivado do basquetebol. Os pontos são marcados ao jogar a bola na cesta, como no basquete, mas valoriza a enterrada (Slam Dunk, em inglês) que é enfatizada no nome da modalidade.

## História
Os jogos profissionais de SlamBall foram difundidos na televisão pela Spike TV durante duas temporadas, em 2002 e 2003, e o Desafio POWERade de SlamBall foi transmitido pela CSTV em 2007. 
A temporada 2011 contou com a participação de 6 equipes e foi transmitida pelas emissoras CBS e Versus.

## Pontuação
| Tipo de Cesta                         | Pontuação |
| ------------------------------------- | --------- |
| Arremesso sem tocar a cesta           | 2 Pontos  |
| Enterrada (Slam Dunk)                 | 3 Pontos  |
| Arremesso detrás da linha-de-3-pontos | 3 Pontos  |

## Quadra

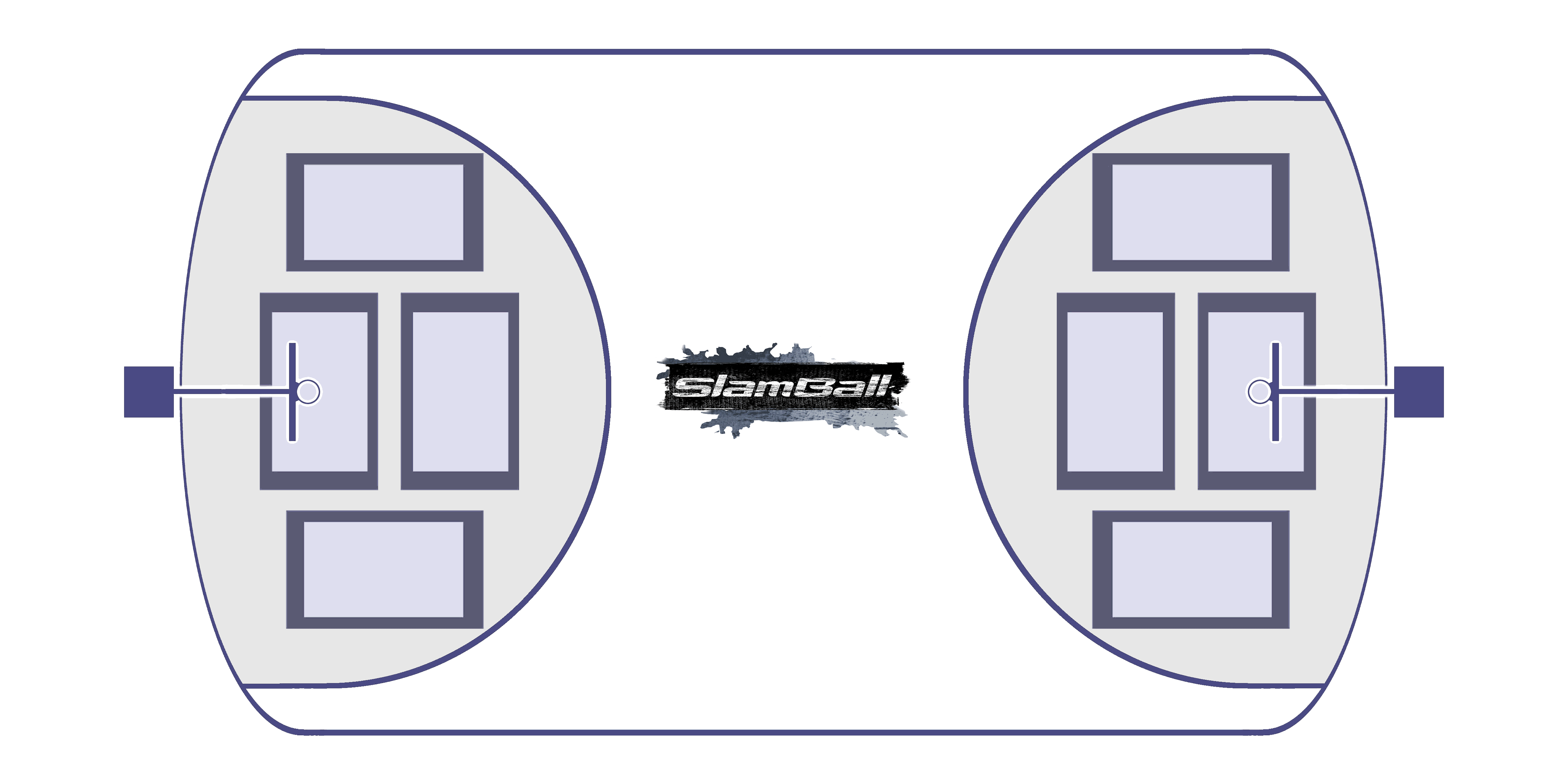
Diagrama de uma quadra de SlamBall.

A principal diferença com o basquete é a quadra, pois são utilizados trampolins na área em que ficaria o garrafão e é rodeada por uma parede de acrílico, semelhante aos ringues de hóquei no gelo.